# Подуст Михайло Олександрович
Миха́йло Олекса́ндрович По́дуст (18 листопада 1921, Дунаївці, Подільська губернія, Українська РСР — 29 січня 2015, Київ) - полковник Радянської армії, ветеран Другої Світової, письменник, публіцист, педагог.

## Біографія
Михайло Олександрович Подуст народився в сім'ї службовця. Мати - Подуст (Пелержінська) Тетяна Іванівна (1894-1989 рр..), родом з с. Пудлівці під м. Кам'янець-Подільському. Батько - Подуст Олександр Олександрович (1887-1932 рр..), Народився в м. Кам'янець-Подільському, закінчив Київську 1-у гімназію і юридичний факультет Київського університету, слідчий у прокуратурі м. Дунаївці, м. Кам'янець-Подільський. Дід - Подуст Олександр Юхимович, статський радник, викладач фізики і математики в гімназіях містах: Черкаси, Кам'янець-Подільський, Новгород-Сіверський, Київ. 
У 1930 році родина з м. Дунаївці переїжджає в м. Кам'янець-Подільський, де пройшло дитинство і навчання в школі № 2.
У 1939 році вступив до Сумського артилерійського училища. 6 червня 1941, як відміннику навчання, було присвоєно звання лейтенанта, і отримав призначення на посаду командир взводу - начальник розвідки в 1 гаубичний артилерійський дивізіон 489-й гаубичний артилерійський полк 132 сд (м. Полтава). А 28 червня 1941 вже брав участь у першому бою з німцями на західній околиці села Любліно в Могильовській області.